# スクロースオクタアセタート
'スクロースオクタアセタート（英: sucrose octaacetate）は、化学式C28H38O19または(C2H3O2)8(C12H14O3)で表される化学物質であり、スクロースと8つの酢酸とのエステルである。スクロースC12H22O11の8つのヒドロキシル基が酢酸基に置換されたものとして記載することもできる。オクタアセチルスクロース、八アセチルショ糖などとも呼ばれる。結晶性固体であり、無色無臭であるが、強い苦味がある。
殺虫剤や除草剤の賦形剤、そして苦味剤として用いられる。

## 歴史
スクロースオクタアセタートの調製は1865年にPaul Schützenbergerによって最初に記載されたが、その精製と特徴づけは1887年にA. Herzfeldによって最初に発表された。

## 調製
約145 °C、酢酸ナトリウム触媒でスクロースと酢酸の発熱反応によって調製される。反応産物はエタノールへの溶解と再結晶によって精製される。

## 性質

### 構造
結晶型の構造は1984年にJ. D. OliverとL. C. StricklandによってX線回折を用いて決定された。結晶系は直方晶系で、対称群はP212121、パラメーターはa = 1.835 nm、b= 2.144 nm、c= 0.835 nm、Z=4、V=3.285 nm3、Dx = 1.372 g/mLである。ピラノース環とフラノース環はそれぞれいす型（4C1）、ねじれ型（4T1）立体配座であり、スクロースのものとは異なっていた。

### 物理化学的性質
スクロースオクタアセタートは水にわずかしか溶けないが（室温で0.25–1.4 g/L）、多くの一般的な有機溶媒（トルエンやエタノールなど）には溶け、そこからの蒸発によって結晶化することができる。超臨界二酸化炭素にも可溶性である。中性分子であり、イオン化可能な水素原子を持たない。
粘性のある液体へ融解し（29.54 P、100.2 °C）、冷却によって透明なガラス状固体となる。
ガラス状固体の密度は1.28 kg/L（20 °C）、屈折率nD20 は1.4660、比誘電率は4.5（1 kHz）、抵抗率は 1.5 × 1014 Ω cmである。旋光性があり、[α]D24 = +59.79°である。 
水中でゆっくりと加水分解される。沸騰水中1時間で0.25%、40 °C、5日間で0.20%のエステル結合が切断される。
約285 °Cで熱分解するが、減圧下260 °Cで蒸留可能である。

### 官能特性
無臭であるが強い苦味があり、1–2 ppmの濃度で検知可能である。1 kgの砂糖に対し0.6 g加えることで、苦味が強すぎて食べることができなくなる。

### 融点と多形の可能性
報告されている結晶化合物の融点には大きな相違が存在する。1880年から1928年にかけての5つの報告では69–70 °Cである。1930年には結晶性固体は75 °Cで融解することが報告されている。1936年の他の報告では異なる結晶系が記載され、融点は83 °Cであった、1940年に同じ著者は89 °Cと報告している。それ以降の全ての報告では、83–89 °Cの範囲である。
この融点の差異は多形によるものであると予想されている。すなわち、この化合物は2つまたはそれ以上の異なる結晶構造で結晶化し、そのため融点が異なると考えられる。しかしX線回折を含む現代の研究では、いかなる多形の証拠も得られていない。

## 反応
スクロースオクタアセタートはナトリウムメトキシドを触媒として適当なトリグリセリドと反応させることで、スクロースと8分子の脂肪酸とのエステルへと変換することができる。この方法でオクタカプリル酸スクロース（C8）、オクタカプリン酸スクロース（C10、融点−24 °C）、オクタラウリン酸スクロース（C12、10 °C）、オクタミリスチン酸スクロース（C14、34 °C）、オクタパルミチン酸スクロース（C16、50.5 °C）、オクタステアリン酸スクロース（C18、61 °C）、オクタオレイン酸スクロース（C18 cis-9）、オクタエライジン酸スクロース（C18 trans-9、7.4 °C）、オクタリノール酸スクロース（C18 cis-9,12）を得ることができる。

## 応用

### 苦味剤
臨床薬剤研究や甘味料の評価、味覚生理学研究において、スクロースオクタアセタートは味盲のマウスと通常のマウスを選別するために用いられる。
スクロースオクタアセタートは苦味剤や嫌悪剤としても利用される。1993年までは、指しゃぶりや爪噛みをやめさせるための市販薬の有効成分として利用されていた。また、犬がなめるのを防ぐためのスプレーやローション、農薬や他の有害物質の摂取を防ぐための添加物としても利用されている。
スクロースオクタアセタートは、ビターズやジンジャーエールなど、食品や飲料の風味付けのためにも利用される。

### 可塑剤
スクロースオクタアセタートは、漆器やプラスチックの接着剤や可塑剤として利用されている。後者の用途では純粋な化合物の持つ結晶性が問題となるため、酢酸基の一部がプロピオン酸やイソ酪酸で置換された混合エステルも利用される。

## 安全性
スクロースオクタアセタート毒性は低く、農薬の賦形剤、食品添加物、爪噛みや指しゃぶりをやめさせるための市販薬での使用がアメリカ合衆国環境保護庁によって承認されている。